# Taze Kand-e Nosratabad
Taze Kand-e Nosratabad – wieś w Iranie, w ostanie Azerbejdżan Zachodni, w szahrestanie Takab. W 2006 roku liczyła 732 mieszkańców.